# Pierre Schapira

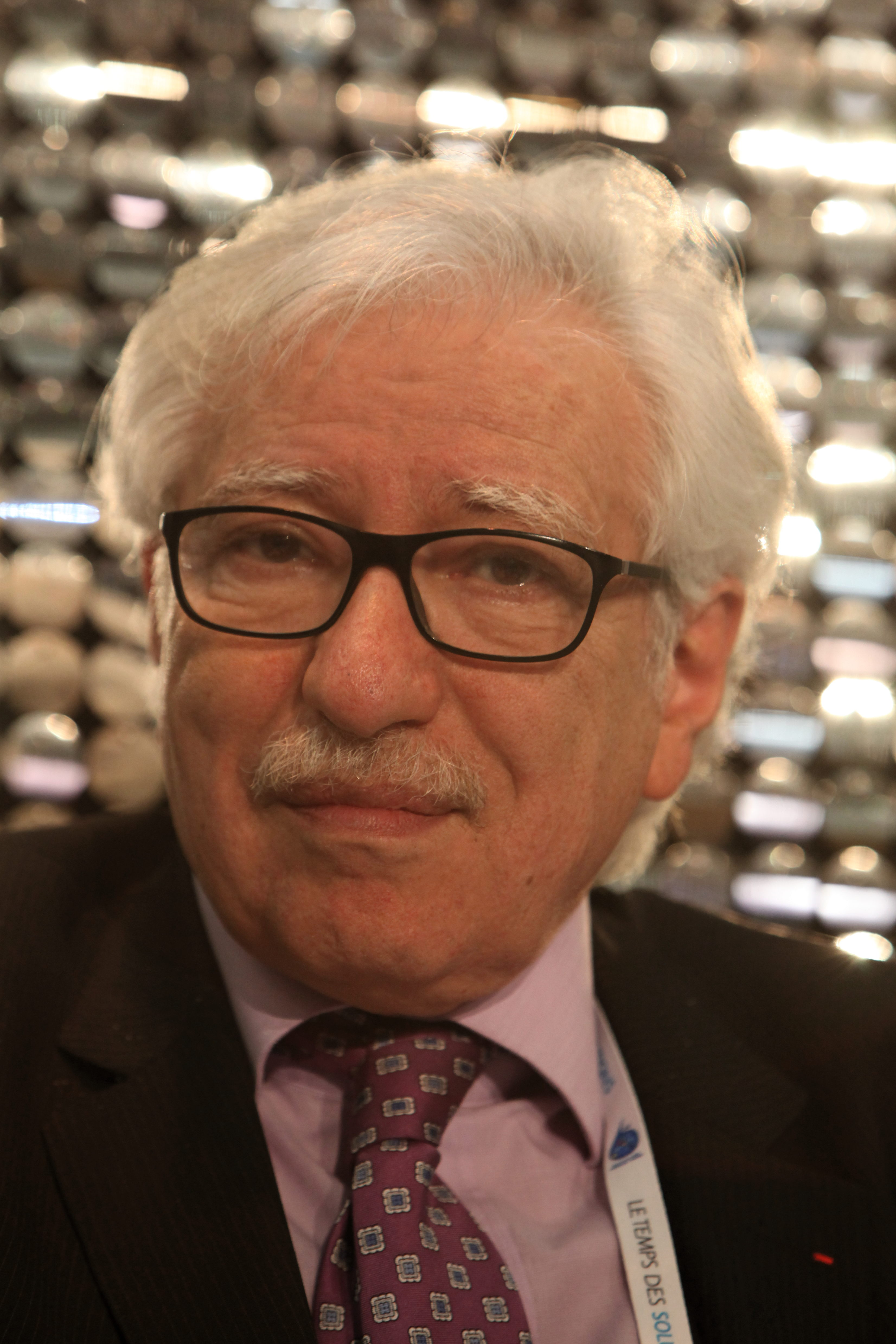
Pierre Schapira

Pierre Schapira (ur. 10 grudnia 1944 w Algierze) – francuski polityk i dentysta, samorządowiec, deputowany do Parlamentu Europejskiego (2004–2009). Kawaler Legii Honorowej.

## Życiorys
W 1971 uzyskał dyplom chirurga stomatologa. Obok praktyki w zawodzie zajął się także działalnością polityczną w ramach Partii Socjalistycznej. Od 1984 do 2004 pełnił funkcję wiceprzewodniczącego francuskiej Rady Gospodarczej i Społecznej, zaś w latach 1999–2004 był komisarzem Narodowej Komisji Ochrony Informacji i Wolności (Commission nationale de l'informatique et des libertés, CNIL).
Od 1995 wybierany do rady miejskiej Paryża. W 2001 objął stanowisko zastępcy mera ds. międzynarodowych i Frankofonii.
W 2004 z ramienia PS objął mandat posła do Parlamentu Europejskiego. Był członkiem grupy Partii Europejskich Socjalistów, pracował m.in. w Komisji Rozwoju. W PE zasiadał do 2009.